# Ochocientos uno
801 (ochocientos uno) es el número natural que sigue al 800 y precede al 802.
801 es la suma de un cuadrado y un cubo positivo en más de una forma, y una suma de distintos cubos positivos en más de una forma:  
{\displaystyle 801=17^{2}+8^{3}=26^{2}+5^{3}=1^{3}+2^{3}+4^{3}+6^{3}+8^{3}=2^{3}+4^{3}+9^{3}.}
En la gematría del obispo Ireneo de Lyon del siglo II, 801 representa tanto la palabra griega para una paloma como para Alfa y Omega, y por lo tanto representa a Dios de dos maneras.